# Parachernes crassimanus
Parachernes crassimanus är en spindeldjursart som först beskrevs av Luigi Balzan 1887.  Parachernes crassimanus ingår i släktet Parachernes och familjen blindklokrypare. Inga underarter finns listade i Catalogue of Life.